# Janet Napolitano
Janet Napolitano (Ciutat de Nova York, 29 de novembre de 1957) és una política estatunidenca, que va ser Secretaria de Seguretat Nacional dels Estats Units en l'administració del president Barack Obama i la quarta persona en ocupar aquest lloc, creat després dels Atemptats de l'11 de setembre de 2001.
Com a membre del Partit Demòcrata dels Estats Units fou la 21a Governadora d'Arizona entre 2003 i 2009 i Fiscal General d'Arizona entre 1999 i 2002. L'any 2013 aparegué en el 8è lloc de la Llista Forbes de dones poderoses. El 2008, el New York Times l'havia classificat com una de les dones amb més probabilitat de convertir-se en la primera presidenta femenina dels Estats Units. Alguns comentaristes polítics van suggerir una possible candidatura seva a les eleccions de 2016.
Janet Napolitano deixà el càrrec de Secretaria de Seguretat Nacional per presidir la Universitat de Califòrnia, i començà el seu mandat com a presidenta el 30 de setembre de 2013, tot i que es va retirar d’aquesta posició l’1 d’agost de 2020 per incorporar-se com a professora a la Goldman School of Public Policy de la Universitat de Califòrnia, Berkeley.